# Сорочинская ярмарка

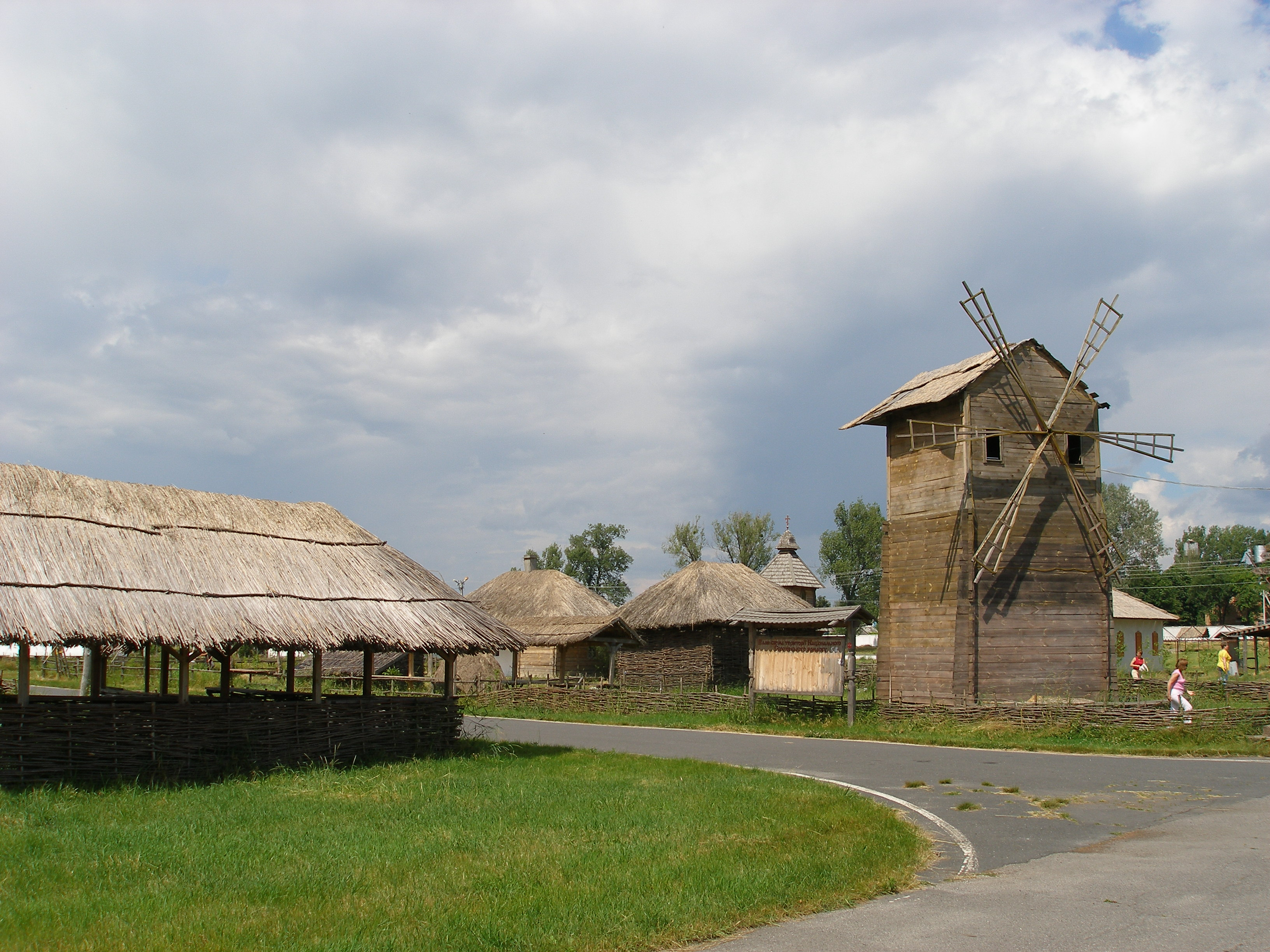
Жабокрицкая площадь — главное место ярмарки

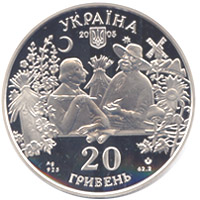
Украинская монета 20 гривен посвящённая повести Николая Гоголя «Сорочинская Ярмарка».

Сорочинская ярмарка (укр. Сорочинський ярмарок) — ярмарка, проводимая в селе Великие Сорочинцы Миргородского района Полтавской области.

## История
В XIX веке была одной из многих ярмарок на Украине, приобрела известность после выхода повести «Сорочинская ярмарка» Николая Васильевича Гоголя (он был уроженцем села Сорочинцы).
Возрождена в 1960-х годах (помимо торговли, здесь проводились празднично-культурные мероприятия и была организована экспозиция старинных ремесел - изготовление полотна, деревянных, гончарных изделий на глазах у зрителей). В настоящее время присвоен статус «Национальной Сорочинской ярмарки».
Гости праздника могут купить здесь изделия народного промысла, современные промышленные товары, продукты питания. В шинках можно отведать блюда традиционной украинской кухни. Особый колорит ярмарке придают одетые в национальную одежду продавцы, ремесленники, актеры. Здесь можно встретить любимых гоголевских персонажей и даже самого писателя.

## Время проведения
Проводилась в последние выходные августа, в последние годы дата проведения перенесена на неделю раньше (в связи с неблагоприятными погодными условиями конца августа) и продолжительность увеличена до 5 дней.
Национальная Сорочинская ярмарка, которая по традиции проходит возле села Великие Сорочинцы в Миргородском районе Полтавской области, в 2012 году проходила с 14 по 19 августа